# Équipe du Guatemala de rink hockey
L'équipe du Guatemala de rink hockey est une ancienne sélection nationale qui représenta le Guatemala à l'occasion du Championnat du monde de rink hockey masculin 1982. Depuis, le Guatemala n'a plus présenté d'équipe nationale dans aucune compétition internationale de rink hockey.

## Championnat du monde 1982
Le Guatemala termine à la dernière place du Championnat du monde de rink hockey masculin 1982, en ayant perdu douze de ses treize matchs et faisant match nul (3-3) contre l'Irlande, marquant 14 buts et en encaissant 275.
| Date                 | Adversaire       | Résultat         |
| Phase de groupes     | Phase de groupes | Phase de groupes |
| -------------------- | ---------------- | ---------------- |
| 01/05/1982           | Italie           | 0-29             |
| 02/05/1982           | Angola           | 2-30             |
| 02/05/1982           | Australie        | 1-28             |
| 03/05/1982           | Portugal         | 1-52             |
| Matchs de classement |                  |                  |
| 05/05/1982           | Nouvelle-Zélande | 1-13             |
| 07/05/1982           | Canada           | 2-14             |
| 08/05/1982           | Venezuela        | 2-5              |
| 09/05/1982           | Irlande          | 3-3              |
| 10/05/1982           | Mexique          | 1-14             |
| 12/05/1982           | Angleterre       | 0-26             |
| 13/05/1982           | France           | 1-27             |
| 14/05/1982           | Japon            | 0-8              |
| 15/05/1982           | Australie        | 0-26             |